# Sungai Gayung Kiri
Sungai Gayung Kiri is een bestuurslaag in het regentschap Kepulauan Meranti van de provincie Riau, Indonesië. Sungai Gayung Kiri telt 1280 inwoners (volkstelling 2010).